# تجمع بدو وادي الخضيراء (عمد)

تعديل مصدري - تعديل

تجمع بدو وادي الخضيراء هي إحدى قرى  بمديرية عمد التابعة لمحافظة حضرموت، بلغ تعداد سكانها 33 نسمة حسب تعداد اليمن لعام 2004.